# Пашки (Смоленская область)
Пашки — деревня в Руднянском районе Смоленской области России. Входит в состав Понизовского сельского поселения. Население — 2 жителя (2007 год). 
Расположена в западной части области в 46 км к северо-востоку от Рудни, в 14 км западнее автодороги Р133 Смоленск — Невель. В 47 км юго-западнее деревни расположена железнодорожная станция Рудня на линии Смоленск — Витебск. 

## История
В годы Великой Отечественной войны деревня была оккупирована гитлеровскими войсками в июле 1941 года, освобождена в октябре 1943 года.